# 小行星175583
小行星175583（175583 Pintung），臨時編號2006 TV94，是一顆位於小行星帶的小行星。由鹿林天文台於2006年10月15日發現。
該小行星以台灣南部的屏東縣命名，為第十三顆以台灣縣市命名的小行星。